# HNK Trogir
Hrvatski nogometni klub Trogir osnovan je 1912. godine pod imenom Sportski Klub Trogir. Prvi predsjednik je bio Ante Madirazza. Poslije 1. svjetskog rata obnovljen je pod imenom Slaven, koje nosi sve do 1990. godine kad ponovno uzima ime Trogir. 2009. godine klub upada u financijske poteškoće te odustaje od natjecanja u 3. HNL-jug .

 
 
U studenome 2009. gradske vlasti osnivaju klub nasljednik NK Trogir 1912. 
HNK "Trogir", čije je vodstvo preuzela kulturno navijačka udruga "MALARI" nikad se nije ugasio, financirao se bez ikakve pomoći grada, nego uz pomoć ljudi i navijača, i na kraju je spojen s NK Trogir 1912.

## Povijest
Prema vijestima u Trogiru, prva utakmica odigrana je 1896. Naime, te su godine gradske vlasti dopustile mornarima raznih brodova koji su bili prisutni u luci i u zaljevu Saldun da odigraju "prvu nogometnu utakmicu" na igralištu-polju Travarica. Zatim se s godinama strast povećavala. Nogomet su igrali i pomorci austrougarske flote, među kojima su bili mnogi iz Pule, Rijeke, Zadra i cijele Dalmacije. 1903. godine Hrvatski Sokol je organizirao utakmicu protiv splitskog Sokola, koja je završila 1:1. Nakon prve službene utakmice broj zaljubljenika u ovaj novi sport u Trogiru drastično se povećao. No, mladi su se u početku ograničili na jurnjavu improviziranih nogometnih lopti po gradskim ulicama i prije svega Travarici.  1910. godine Ante-Toni Madirazza je bio mladi bečki student medicine, i poznati liječnik, donio je prvu pravu nogometnu loptu u Trogir. Ubrzo se rodila ideja o osnivanju pravog nogometnog kluba. No od ideje do realizacije prošle su dvije godine. Godine 1912., vraćajući se iz Beča, Madirazza je donio i majice za novi klub. Ubrzao se stavio na posao i s grupom entuzijasta u ljeto 1912. godine osniva nogometni Sportski klub Trogir. Neizbježno je bilo da sam Madirazza postane prvi predsjednik kluba.
Madirazziju se ubrzo pridružilo nekoliko studenata koji su studirali u Splitu i Zagrebu i koji su do sada dobro poznavali ovaj novi sport. Klub je brzo rastao i prve domaće utakmice organizirane su na improviziranom igralištu u Camerlengu. Među nogometnim pionirima nogometnog Trogira bilježimo Antu Madirazzu, Šime Šantića, Vinka Lebedinu, Plavka Lovrića, Tripu Senkića, doktora Dražina, braću Lubin, Miru Katalinića, Biliškova. Zatim su im se pridružili Zvonimir Madirazza, Vjekoslav Karara, Josip Slade, Ivo Galić, Vinko Bulat, Lucio Bulat, Berengario Lubin, Vicko Betica, Ivan Slade, Toni Milić, Šime Delalle, Josip Dellalle, Mihovil Dekaris, Augustin Dekaris, Ćiro Madirazza, August Dekaris, Niko Žile.
Godine 1912. ovi prvi igrači odigrali su i prvu pravu službenu utakmicu. Protivnici su bili mornari engleskog broda. Utakmica se odigrala pred velikom publikom i završila je, pomalo iznenađujuće, rezultatom 0:0. Glavni problem u tim ranim godinama je bio pronaći pravo nogometno igralište koje će zadovoljiti minimalne zahtjeve koje je nametnula igra. Bilo je pokušaja izgradnje kod Solina, zatim u Camerlengu. Ali to su bili tereni na kojima se moglo igrati, ali koji nisu bili adekvatni za stvaranje pravog nogometnog igrališta. Idealno područje bilo je ono koje se zvalo Batarija. No, gradske su se vlasti oštro protivile predaji zemljišta igračima. S obzirom na dugo i neuvjerljivo natezanje s vlastima, tijekom kišne noći skupina igrača posjekla je "suvišna" stabla i tako natjerala gradske vlasti da se odreknu zemljišta. Tako se na ovoj čistini između dvije kule i mora počelo graditi nogometno igralište. Valja napomenuti da se u sredini polja na početku nalazio spomenik koji je tu ostao dugo vremena. kasnije je premješten bliže moru. Sve se odvijalo s entuzijazmom do 1914. godine. Izbijanjem Prvog svjetskog rata aktivnosti su prestale.
Nakon Prvog svjetskog rata nogomet se ubrzo vratio na ulice Trogira. Klub je ponovno oživio ali se sad zvao Jugoslavenski Nogometni Klub Trogir. Na dužnost novog predsjednika imenovan je Lujo Madirazza. Odmah se ušlo u rekonstrukciju igrališta i mreža za golove. Mreže je izradio od ribarskih mreža ribar Kružić s Čiova. Jedan od osnivača kluba Ante Madirazza pobrinuo se za nove uniforme : bijele majice s plavim rubom.
Novi JNK Trogir je, prema pisanju lista "Novo doba", 1919. godine odigrao četiri službene utakmice. Prvi, 15. srpnja, protiv JNK Slaven iz splitskih kaštela (Kaštela) pobijedivši ga sa 7:1. 25. srpnja na red su došli splitski juniori Hajduka koji su pobijeđeni 6:0. 27. srpnja, međutim, pala je i kombinirana momčad samog Hajduka koju je Trogir svladao 4:0. 18. kolovoza odigrana je "uzvratna" utakmica sa Slavenom in Kaštela: Trogir je ovdje ubilježio prvi poraz, 2:0. Na kraju je uslijedila utakmica jedne od momčadi Hajduka protiv kombinirane momčadi Slavena i Trogira, a tu su Splićani dobili rezultatom 4:1.
Godine 1920. nogomet postaje sve važnija i organiziranija sportska aktivnost diljem Dalmacije. Tako je 18. lipnja 1920. u Splitu osnovan Splitski savez. Prijavljeno je ukupno 12 ekipa iz Dalmacije i Boke kotorske: Ulogren (Budva), Orkan (Dugi Rat), Junak (Sinj), Rad (Sinj), Borac (Split), Hajduk (Split), Jug (Split), Split, Uskok (Split), Kosovo (Solin-Vranjic), JSK Trogir i Komita (Omiš). Tijekom te iste godine Trogir je odigrao nekoliko utakmica. Zabilježeni su remi 15. lipnja u Splitu protiv lokalnog Splita 1:1, poraz 19. srpnja od Hajduka 5:3 i na kraju tijesan poraz od Borca u Splitu 2:1. 1920. momčad nakratko mijenja ime u JSK Zmaj i s novim imenom 13. rujna remizira u Splitu s Borcem 3:3.
Iako je nakon rata vladao veliki interes za nogometnu reprezentaciju, a javnosti nije nedostajalo, s godinama je pažnja prema traurinama splasnula. Drugim riječima, Trogir se našao u suprotnom trendu onog koji je tada vladao u ostatku Dalmacije. Iako je momčad Trogira 1923. godine bila jedan od osnivača Splitskog nogometnog saveza, kasnije su iz ove udruge izašli, a da nisu ni sudjelovali na regionalnom prvenstvu. Tijekom 1920-ih, momčad je odigrala vrlo malo utakmica. Jedan od rijetkih koji su mediji toga vremena zabilježili bio je poraz 1925. od Drniškog DOŠK-a 6:1.
Nakon gotovo deset godina polustanke, preporod se dogodio 1930. godine. Momčad mijenja ime u Jugoslavenski Radnički Sportski Klub Slaven. Ured predsjednika povjeren je Vinku Buble-Konteu. Klub je odmah podnio zahtjev za učlanjenje u Splitski nogometni savez i vratio se u isti. Pokrenuti su prvi oblici suradnje i organizirane prve utakmice s ostalim "radničkim" momčadima regije, prvenstveno protiv onog iz Splita i Radničkog iz Šibenika. Tridesetih godina momčad je sudjelovala u prvenstvenim i regionalnim kupovima, ali bez uspjeha.
Godine 1934. došlo je do ozbiljnog unutarnjeg raskola. Naime, politika kluba bila je angažirati veliki broj nogometaša koji su boravili u vojnom centru Divulje. Domaći igrači, protivni ovakvoj praksi, 1934. godine registriraju novi klub pod imenom Jarac. Među osnivačima nalazimo Miju Vitezicu, Grgu Begu, Vicka Žižaka, Šime Bilića, Šime Rožića, Uga Pomeniča, Ivu Pomenića, Antona Žunića, Frane Žunića, Stanka Ružičića, Marina Antunovića Bubija, Marka Veselića, Antu Miše Amerikanicu i Bakačanicu. Prosvjed je trajao godinu dana.
Uslijedile su godine bez velikih uspjeha i velikih događaja. Godine 1938. tvrtka je nakratko dobila ime Saldun. Godine 1939. uklonjen je atribut Jugoslavenski i klub je postao samo Sportski Klub Slaven. S početkom Drugog svjetskog rata nogomet je sveo svoje aktivnosti na minimum. Tako je 1941. Slaven prestao postojati.
Nakon Drugog svjetskog rata nogomet se vratio u Trogir. Odmah 1945. društvo je ponovno osnovano. Među novim osnivačima pamtimo Milana Novaka, Marina Bublea, Ivu Radačića, Ivu Pomenića i Vinka Bublea. Za prvog predsjednika imenovan je Jakov Mlačić. Moralo se izabrati ime za novi Klub. Opcije su bile Trogir, ime koje je Klub nosio od osnutka do 1930. godine, ili Slaven koji je bio u modi do Drugog svjetskog rata. Na kraju je prevladala opcija Slaven i klub je to ime zadržao do 1993. godine. Puno ime je tada bilo Fiskulturno Društvo Slaven, jer su svi sportski klubovi Jugoslaviji morali djelovati unutar granica gradskih fiskulturnih društava, i svi su prijeratni nogometni klubovi ugašeni 1945. dekretom jugoslavneskih vlasti. Poteškoće su bile ogromne, barem na početku. Novca nije bilo, pa su nabaviti dresove ili organizirati službena putovanja bili teški zadaci. Prvi dresovi su bili iz bivših vojnih uniformi. Prva poslijeratna utakmica bila je ona protiv splitskog Hajduka.
1947. riješen je veliki problem nogometnog igrališta. Štoviše, konačno je premješten spomenik maršalu Marmontu koji je stajao na sredini terena! A što se nogometnog igrališta tiče, 1967. godine konačno se "vidjela" i trava na terenu; nadalje, 1972. godine izgrađena je tribina za gledatelje na zapadnoj strani.
1950. godine, s promjenama na nacionalnoj razini, razne sportske sekcije razilaze se i tako se 14. prosinca 1950. osniva prava nogometna sekcija pod službenim nazivom Nogometni Klub Slaven.
Momčad je odmah nakon ponovnog osnivanja počela sudjelovati na raznim prvenstvima. Čak i ako momčad nikada nije zabilježila senzacionalne uspjehe, razloga za zadovoljstvo nije izostalo. Klub je isprva godinama sudjelovao u prvenstvu Dalmacije koje se, ovisno o sezoni, kretalo od treće do pete državne lige. Prvi veći uspjeh postigao je u sezoni 1952/53 kada je momčad sudjelovala u kvalifikacijama za hrvatsko/slovensko prvenstvo (treći stupanj natjecanja). Potom, dvije godine, u sezonama 1967/68 i 1968/69 momčad je sudjelovala u kvalifikacijama za drugu ligu Jugoslavije.
Osamostaljenjem Hrvatske za Trogir dolaze najveći uspjesi, nakon kojih je uslijedio pad, sve do trenutaka gorčine posljednjih mjeseci. U sezoni 1992/93 klub uvijek pod imenom Slaven sudjelovao je u Trećoj HNL, u dalmatinskoj skupini.
U rujnu 1993. godine Skupština dioničara odlučila je promijeniti naziv i vratiti se na povijesni Trogir: tako je puni naziv postao Hrvatski Nogometni Klub Trogir. Obnovom prvenstva u ljeto 1994. Trogir je uvršten u drugu ligu. Odmah u prvoj sezoni, 1994./95., stiglo je dobro šesto mjesto. Bio je to izvrstan rezultat, ali uvod u ispadanje. Naime, osnovana je Prva liga B i Trogir postaje član nove druge lige, ali sada kao treća nacionalna razina. U sezoni 1995./96. tim je prošao vrlo loše i završio je na 15. mjestu od 16 momčadi; međutim, zahvaljujući povećanju broja skupina, ostao je u drugoj ligi. No, sljedeće godine, nakon još jedne vrlo loše sezone, došlo je do ispadanja na regionalnoj razini.
Trebalo je desetljeće da se vrati na državno natjecanje. U ljeto 2005. momčad se kvalificirala u treću ligu. Odmah je stiglo izvrsno treće mjesto. Sljedeća sezona bila je sezona osvećenja Trogira koji je pomeo trećeligaško prvenstvo, s 14 bodova prednosti ispred drugoplasiranih i 21 više od trećeg.
U novoj drugoligašoj ligi, sada u jedinstvenoj skupini, Trogir je osvojio odlično osmo mjesto. U sezoni 2008/09 bilo je brojnih problema i na kraju je došlo do posljednjeg mjesta i ispadanja u treću ligu. Novo prvenstvo kluba Trogir započelo je teškom mukom i završilo nakon samo sedam dana, kada je proglašen stečaj. Društvo je 2009. preosnovano kao NK Trogir 1912 od gradske vlasti, dok su navijaći osnovali HNK Trogir iste godine. Dva društva su se spojila malo kasnije i nastavljaju igrati pod imenom NK Trogir 1912.

## Stadion
Svoje domaće utakmice klub igra na stadionu Batarija. 

## Uspjesi
Tijekom godina Trogirani su odnijeli zadovoljstvo osvajanjem nekoliko kupova. Prvi uspjeh datira iz 1953. godine kada je ekipa osvojila pehar za dalmatinske ekipe. Slijedila su još dva uspjeha, 1955./56. i 1956./57. Uz regionalna prvenstva, momčad je dugo sudjelovala u kupu Nogometnog saveza Splita. Uspio ga je osvojiti 1984. Posljednji kup uspjeh zabilježio je u sezoni 2006./07., kada su Trogirani osvojili conteale kup i sudjelovali u završnoj fazi natjecanja na nacionalnoj razini.
U sklopu sudjelovanja u finalnoj fazi Kupa Hrvatske, dalmatinski klub uspio je u pretkolu eliminirati pulsku Istru (2:1) kako bi u osmini finala ispao od Varteksa iz Varaždina rezultatom 1:2. Traurini su odmah izašli na bis, ali su ovaj put ispali već u pretkolu od Međimurja u Čakovcu koji je slavio s 3:0.

## Igrači
Bilo je nekoliko igrača koji su odrasli ili prošli kroz Trogir koji su napravili veliku karijeru. Među igračima koji su stasali u Trogiru su internacionalci Ivan Katalinić i Vedran Rožić. Ne treba zaboraviti ni Davora Čopa koji je kasnije s vinkovačkim Dinamom bio prvi strijelac Jugoslavenske Prve lige u sezoni 1985./'86. Među raznim budućim hrvatskim državljanima za Trogir prošli su, između ostalih: Igor Tudor, Ivan Leko i Vedran Runje. Za Trogir je igrao i bivši reprezentativac Milan Rapaić.

## Poveznice
- NK Trogir 1912

## Vanjske poveznice
- Nogometni leksikon